# Andrew Bryniarski
Andrew Bryniarski (ur. 13 lutego 1969 w Filadelfii) − amerykański aktor i były kulturysta. 
Urodził się w Filadelfii w stanie Pensylwania. Uczęszczał do North Penn High School. Odwiedził podczas wakacji przyjaciela w Los Angeles w Kalifornii, kiedy został odkryty przez agenta talentów. Agent wziął go do komedii kryminalnej Hudson Hawk (1991) z Bruce'em Willisem. Od tego czasu został obsadzony w kilku filmach, które wymagały tego typu, umięśnionego człowieka.
W 2003 roku zasłynął rolą Thomasa „Leatherface’a” Hewitta w horrorze Teksańska masakra piłą mechaniczną (The Texas Chainsaw Massacre), rolę tę powtórzył w prequelu filmu – Teksańskiej masakrze piłą mechaniczną: Początku (The Texas Chainsaw Massacre: The Beginning, 2006). W 2004 wcielił się w tytułową postać filmu grozy Klątwa El Charro (El Charro).

## Wybrana filmografia
- 1991: Hudson Hawk jako Butterfinger
- 1991: Trudne zwycięstwo jako Wyatt Beaudry
- 1992: Powrót Batmana jako Charles "Chip" Shreck
- 1993: Cyborg 3 jako Jocko
- 1993: Zespół (The Program) jako Steve Lattimer
- 1994: Uliczny wojownik (Street Fighter) jako Zangief
- 1995: Studenci (Higher Learning) jako Knocko
- 1999: Męska gra (Any Given Sunday) jako Patrick "Madman" Kelly
- 1999: Pearl Harbor jako bokser Joe
- 2002: Czarna Maska 2: Miasto masek (Black Mask 2: City of Masks) jako Iguana / Daniel Martinez
- 2002: Scooby-Doo jako giermek pieczary
- 2002: Rollerball jako Halloran
- 2002: Firefly (serial telewizyjny) jako Kruk
- 2003: 44 minuty: Strzelanina w północnym Hollywood
- 2003: Teksańska masakra piłą mechaniczną jako Thomas „Leatherface” Hewitt
- 2004: Klątwa El Charro (El Charro) jako El Charro
- 2006: Noc kawalerów (Bachelor Party Vegas) jako zabójca bezpieczeństwa
- 2006: Teksańska masakra piłą mechaniczną: Początek jako Thomas „Leatherface” Hewitt